# 楠丘町
楠丘町（くすがおかちょう）は、兵庫県神戸市灘区の町名の一つで、高羽字楠丘・老松・竹丸・寿から成立した。
令和2年国勢調査（2020年10月1日）における世帯数1,727、人口3,540、うち男性1,637人、女性1,903人。郵便番号：657-0024。（地図 - Google マップ）

## 地理
東は石屋川を挟み御影、南は高徳町、西は八幡町、北は阪急神戸線を挟み高羽町。
ここには「高羽の樟」と呼ばれる、高さ20m、目通り11.5m、地上2.5mで三叉に幹が分かれたクスノキの巨木があって、昭和3年（1928年）1月18日に天然記念物に指定されたが、戦災により枯死して記念碑だけが残る。

### 地価
住宅地の地価は、2014年（平成26年）1月1日の公示地価によれば、楠丘町2-3-8の地点で26万8000円/m2となっている。